# Meet El Presidente
Pour les articles homonymes, voir Skin Trade.
Singles de Duran Duran
Skin Trade
(1987) I Don't Want Your Love
(1988)
Meet El Presidente (stylisé « “Meet El Presidente” » sur la pochette arrière de l'album) est une chanson du groupe Duran Duran sortie en single en 1987. C'est le troisième et dernier extrait du 4e album studio du groupe, Notorious, sorti en 1986.

## Historique
Ce single sort durant la tournée Strange Behaviour Tour de 1987.
C'est le premier single de la discographie du groupe qui sort en « Compact Disc », dans une version 4 titres intitulée The Presidential Suit,.

## Clip
Le clip est réalisé par Peter Kagan et Paula Greif, qui avaient déjà mis en scène ceux des deux singles précédents, Notorious et Skin Trade. Il montre le groupe interprétant la chanson du scène, durant leur tournée Strange Behaviour.

## Liste des titres et différents formats
| 1. Meet El Presidente (7" remix) - 3:38 2. Vertigo (Do the Demolition) - 4:43 1. Meet El Presidente - 7:12 2. Meet El Presidente (Meet El Beat) - 5:30 3. Meet El Presidente (7" remix) - 3:38 4. Vertigo (Do the Demolition) - 4:43 - Également disponible en CD. 1. Meet El Presidente - 7:12 2. Meet El Presidente (Meet El Beat) - 5:30 3. Meet El Presidente (45 Mix) - 3:38 4. Skintrade (Parisian Mix) - 8:10 5. Skintrade (S.O.S. Dub) - 7:16 1. Meet El Presidente (7" remix) - 3:38 2. Vertigo (Do the Demolition) - 4:43 | 1. Meet El Presidente (The Presidential Suite) - 7:12 2. Meet El Presidente (Meet El Beat) - 5:30 3. Meet El Presidente (7" remix) - 3:38 4. Vertigo (Do the Demolition) - 4:43 1. Meet El Presidente (The Presidential Suite) - 7:12 2. Meet El Presidente (Meet El Beat) - 5:30 3. Meet El Presidente (Radio) - 3:38 4. Skintrade (Parisian Mix) - 8:10 5. Skintrade (S.O.S. Dub) - 7:16 1. Meet El Presidente (7" remix) - 3:38 2. Vertigo (Do the Demolition) - 4:43 3. Meet El Presidente - 7:12 4. Meet El Presidente (Meet El Beat) - 5:30 |

## Classements
| Pays et classement (1987)                                 | Meilleure position |
| --------------------------------------------------------- | ------------------ |
| Allemagne (Media Control AG)                              | 54                 |
| Belgique (Flandre Ultratop 50 Singles)                    | 13                 |
| Pays-Bas (Nederlandse Top 40)                             | 31                 |
| Italie (FIMI)                                             | 10                 |
| Royaume-Uni (UK Singles Chart)                            | 24                 |
| États-Unis (Billboard Hot 100)                            | 70                 |
| États-Unis (Billboard Hot Dance Music/Maxi-Singles Sales) | 40                 |

## Crédits
Duran Duran
- Simon Le Bon : chant principal
- Nick Rhodes : claviers, synthétiseurs
- John Taylor : guitare basse

Autres
- Warren Cuccurullo : guitare
- Nile Rodgers : production, guitare
- Andy Taylor : guitare
- The Borneo Horns : cuivres
- Larry Levan : remix